# Fronteira de Neckar-Oden

Mapa com a localização da Fronteira de Oden (linha vermelha a esquerda) com torres de vigilância, castros, assentamentos ou ruínas identificadas de uma villa rustica, bem como identificação de seções militares. Na direita da figura a denominada linha posterior da fronteira, que substituiu em aproximadamente 160/165 a Fronteira de Neckar-Oden.

Fronteira de Neckar-Oden é um termo comum empregado para referir-se a duas seções da Fronteira da Germânia romana, embora provavelmente não tenham sido utilizados na mesma época. Era Formada pela Fronteira de Oden ao norte, com castros, torres de vigilância e paliçadas ligando o rio Meno ao rio Neckar, e a Fronteira do Neckar ao sul. Resultados de pesquisas atuais lançam outras interpretações neste estudo, de tal forma que este ponto de vista será relativizado.

### Visão geral
- Egon Schallmayer: Der Odenwaldlimes. Entlang der römischen Grenze zwischen Main und Neckar. Theiss, Stuttgart 2010, ISBN 978-3-8062-2309-5.
- Dietwulf Baatz: Der Römische Limes. Archäologische Ausflüge zwischen Rhein und Donau. 4., völlig neu bearbeitete und erweiterte Auflage. Gebr. Mann, Berlin 2000, ISBN 3-7861-2347-0; insbes. S. 70–73, 179−214 und 343−346.
- Egon Schallmayer: Der Odenwaldlimes. Theiss, Stuttgart 1984, ISBN 3-8062-0328-8.
- Rainer Türk: Wanderungen am Limes. Brunnengräber, Lorsch 2008, ISBN 978-3-9811444-1-3.
- Egon Schallmayer: Der Odenwaldlimes. Neueste Forschungsergebnisse, Beiträge zum wissenschaftlichen Kolloquium am 19. März 2010 in Michelstadt, Saalburg-Schriften 8, Römerkastell Saalburg Archäologischer Park, Bad Homburg v.d.H. 2012, ISBN 978-3-931267-07-0

### Seções da fronteira, castros e especifidades
- Géza Alföldy: Caius Popilius Carus Pedo und die Vorverlegung des obergermanischen Limes. In: Fundberichte aus Baden-Württemberg 8. 1983, S. 55–67.
- Dietwulf Baatz: Kastell Hesselbach und andere Forschungen am Odenwaldlimes. Gebr. Mann, Berlin 1973, ISBN 3-7861-1059-X, (= Limesforschungen, 12).
- Dietwulf Baatz, Fritz-Rudolf Herrmann: Die Römer in Hessen. Lizenzausgabe. Nikol, Hamburg 2002, ISBN 3-933203-58-9.
- Willi Beck, Dieter Planck: Der Limes in Südwestdeutschland. 2. Auflage. Theiss, Stuttgart 1980, ISBN 3-8062-0242-7.
- Stephan Bender: Unser Bild vom Neckarlimes: bald nur noch Geschichte?[ligação inativa] (PDF; 6,0 MB). In: Archäologie in Deutschland. 3/2011, Theiss, Stuttgart 2011, ISSN 0176-8522, S. 38f.
- Stephan Bender: Einem neuen Limes auf der Spur – Forschungen an der Nahtstelle von Odenwald- und Neckarlimes in Bad Friedrichshall. In: Archäologische Ausgrabungen in Baden-Württemberg 2011, S. 44–49.
- Helmut Castritius, Manfred Clauss, Leo Hefner: Die römischen Steininschriften des Odenwaldes (RSO). In: Winfried Wackerfuß (Hrsg.): Beiträge zur Erforschung des Odenwaldes und seiner Randlandschaften II. Festschrift für Hans H. Weber. Breuberg-Bund, Breuberg-Neustadt 1977, S. 237–308.
- Helmut Castritius, Manfred Clauss, Leo Hefner: Die römischen Steininschriften des Odenwaldes und seiner Randlandschaften (RSOR). In: Winfried Wackerfuß (Hrsg.): Beiträge zur Erforschung des Odenwaldes und seiner Randlandschaften III. Breuberg-Bund, Breuberg-Neustadt 1980, S. 193–222.
- Philipp Filtzinger (Hrsg.): Die Römer in Baden-Württemberg. 3. Auflage. Theiss, Stuttgart 1986, ISBN 3-8062-0287-7.
- Anita Gaubatz-Sattler: Zur zivilen Besiedlung zwischen den Limites im Neckar-Odenwald-Kreis. In: Andreas Thiel (Hrsg.): Neue Forschungen am Limes. 4. Fachkolloquium der Deutschen Limeskommission 27./28. Februar 2007 in Osterburken. Theiss, Stuttgart 2008, ISBN 978-3-8062-2251-7, S. 111–121 (= Beiträge zum Welterbe Limes, 3)
- Claus-Michael Hüssen: Die römische Besiedlung im Umland von Heilbronn. Theiss, Stuttgart 2000, ISBN 3-8062-1493-X, (= Forschungen und Berichte zur Vor- und Frühgeschichte in Baden-Württemberg, 78).
- Anne Johnson: Römische Kastelle des 1. und 2. Jahrhunderts n. Chr. in Britannien und in den germanischen Provinzen des Römerreiches. Philipp von Zabern, Mainz 1987, ISBN 3-8053-0868-X, (= Kulturgeschichte der antiken Welt, 37).
- Martin Kemkes: Vom Rhein an den Limes und wieder zurück. Die Besetzungsgeschichte Südwestdeutschlands. In: Dieter Planck u. a.: Imperium Romanum. Roms Provinzen an Neckar, Rhein und Donau. Theiss, Stuttgart 2005, ISBN 3-8062-2140-5, S. 44–53.
- Margot Klee: Der römische Limes im Hessen. Geschichte und Schauplätze des UNESCO-Welterbes. Verlag Friedrich Pustet, Regensburg 2009, ISBN 978-3-7917-2232-0.
- Margot Klee: Der Limes zwischen Rhein und Main. Vom Beginn des obergermanischen Limes bei Rheinbrohl bis zum Main bei Grosskrotzenburg. Theiss, Stuttgart 1989, ISBN 3-8062-0276-1.
- Klaus Kortüm: Zur Datierung der römischen Militäranlagen im obergermanisch-raetischen Limesgebiet. In: Saalburg-Jahrbuch. 49, 1998. Zabern, Mainz 1998, S. 5–65.
- Dieter Planck (Hrsg.): Die Römer in Baden-Württemberg. Theiss, Stuttgart 2005, ISBN 3-8062-1555-3.
- Dieter Planck: Das römische Walheim. Ausgrabungen 1980−1988. LDA Baden-Württemberg, Stuttgart 1991, ISBN 3-927714-10-0, (= Archäologische Informationen aus Baden-Württemberg, 18).
- Britta Rabold: Der Odenwaldlimes in neuem Licht. Forschungsstand 2005 zum Kastellvicus von Mudau-Schloßau. In: Gabriele Seitz (Hrsg.): Im Dienste Roms. Festschrift für Hans Ulrich Nuber. Greiner, Remshalden 2006, ISBN 3-935383-49-5, S. 279–284.
- Jörg Scheuerbrandt u. a.: Die Römer auf dem Gebiet des Neckar-Odenwald-Kreises. Grenzzone des Imperium Romanum. Herausgegeben vom Kreisarchiv des Neckar-Odenwald-Kreises. verlag regionalkultur, Ubstadt-Weiher 2009, ISBN 978-3-89735-524-8, (Beiträge zur Geschichte des Neckar-Odenwald-Kreises, 3).
- Hans Schönberger: Die römischen Truppenlager der frühen und mittleren Kaiserzeit zwischen Nordsee und Inn. In: Berichte der Römisch-Germanischen Kommission, 66 (1985), S. 321ff.
- Michael P. Speidel: Die Brittones Elantienses und die Vorverlegung des obergermanisch-raetischen Limes. In: Fundberichte aus Baden-Württemberg, 11 (1986), S. 309ff.
- Bernd Steidl: Welterbe Limes – Roms Grenze am Main. Begleitband zur Ausstellung in der Archäologischen Staatssammlung München 2008. Logo, Obernburg 2008, ISBN 978-3-939462-06-4.
- Bruno Trunk: Am Odenwaldlimes. Römerspuren in Schloßau und Umgebung. Buchen 2007, ISBN 978-3-936866-17-9.
- Christoph Unz: Grinario. Das römische Kastell und Dorf in Köngen. Theiss, Stuttgart 1982, ISBN 3-8062-0302-4, (= Führer zu archäologischen Denkmälern in Baden-Württemberg, 8).

### Escavações
- Johann Friedrich Knapp: Römische Denkmale des Odenwaldes, insbesondere der Grafschaft Erbach und Herrschaft Breuberg. (1813, 1814²,1854³)
- Der obergermanisch-raetische Limes des Roemerreiches. Abteilung A, Band 5: Strecke 10 (Der Odenwaldlimes von Wörth am Main bis Wimpfen am Neckar), 1926, 1935; und Strecke 11 (Die Neckarlinie von Wimpfen bis Rottweil und Hüfingen), 1935.
- Der obergermanisch-raetische Limes des Roemerreiches. Abteilung B, Band 5: Kastelle 46 (Friedrich Kofler: Das Kastell Lützelbach, 1904), 46a (Ernst Fabricius: Das Kastell Arnheiter Hof, 1915), 46b (Eduard Anthes: Das Kastell Seckmauern, 1914), 47 (Friedrich Kofler: Das Kastell Hainhaus bei Vielbrunn, 1897), 48 (Friedrich Kofler: Das Kastell Eulbach, 1896), 49 (Friedrich Kofler: Das Kastell Wuerzberg, 1896), 50 (Friedrich Kofler: Das Kastell Hesselbach, 1896), 51 (Karl Schumacher: Das Kastell bei Schlossau, 1900), 52 (Karl Schumacher: Das Kastell Oberscheidenthal, 1897), 53/53.1 (Karl Schumacher: Die Kastelle bei Neckarburken, 1898), 54/55 (Karl Schumacher: Kastell und Vicus bei Wimpfen, 1900), 56 (Heinrich Steimle: Das Kastell Böckingen, 1898), 57 (Adolf Mettler: Kastell Walheim, 1897), 58 (Adolf Mettler: Das Kastell Benningen, 1902), 59 (Ernst Kapf, Walter Barthel: Das Kastell Cannstatt, 1907), 60 (Adolf Mettler: Das Kastell Köngen, 1907), 61 (Oscar Paret: Das Kastell Rottenburg, 1936), 61a (Rudolf Herzog: Das Kastell Sulz, 1897), 61b (Eugen Nägele: Das Kastell Waldmoessingen, 1897), 62 (Wilhelm Schleiermacher: Das große Lager und die Kastelle von Rottweil, 1936), 62a (Paul Revellio: Das Kastell Hüfingen, 1937).

## Ligaçoes externas
- Odenwaldlimes auf der offiziellen Webpräsenz der Denkmalpflege Hessen
- Offizielle Webpräsenz des Römermuseums Osterburken
- Odenwaldlimes auf der privaten Limes-Projektseite von Hartmann Linge
- Odenwaldlimes auf der privaten Limes-Projektseite von Claus te Vehne

## Abreviaturas
- LiH: Margot Klee: Der römische Limes in Hessen. Geschichte und Schauplätze des UNESCO-Welterbes. Pustet, Regensburg 2009, ISBN 978-3-7917-2232-0.
- ORL: Ernst Fabricius, Felix Hettner und Oscar von Sarwey (Hrsg.): Der obergermanisch-raetische Limes des Roemerreiches. Petters, Heidelberg, Berlin und Leipzig, 1894-1937
- RiBW: Dieter Planck (Hrsg.): Die Römer in Baden-Württemberg. Theiss, Stuttgart, 2005, ISBN 3-8062-1555-3.
- RiH: Dietwulf Baatz und Fritz-Rudolf Herrmann: Die Römer in Hessen. Lizenzausgabe. Nikol, Hamburg 2002, ISBN 3-933203-58-9.